# Старейший дуб Орловщины
Старейший дуб Орловщины — дерево близ деревни 2-е Меркулово (Протасово) Спасско-Лутовиновского сельского поселения Мценского района Орловской области. 

## История
Дуб произрастает на территории бывшей усадьбы помещика Н. Протасова, который является прототипом главного героя повести И. С. Тургенева «Степной король Лир» — Мартына Харлова. По Всероссийской программе «Деревья — памятники живой природы» 21.07.2011 года занесено в Национальный реестр старовозрастных деревьев (№ анкеты 92). Дерево признано Памятником живой природы Всероссийского значения..

## Описание
Дерево обследовано специалистами Центра древесных экспертиз НПСА «Здоровый лес» (г. Москва) 12 июля 2012 года. На момент обследования дерево в хорошем состоянии, здоровое, ствол прямой .
- возраст дуба составляет 365 лет,
- высота 37 метров,
- диаметр на высоте груди 1,66 метра.
- расстояние до первых сучьев — 6 м.
- диаметр проекции кроны — около 27 метров. Крона несколько смещена в южном направлении относительно центра дерева.
- биомасса — более 30 кубометров.

Характерной (довольно редко встречающейся) особенностью дуба является имеющееся «окно» в дереве, отверстие диаметром около полуметра на высоте 12 — 15 метров, образовавшееся в результате срастания центрального ствола и крупной боковой ветви.